# 栗色裸臀鯙
栗色裸臀鯙，又稱輻鰭魚綱鰻鱺目鯙亞目鯙科的其中一種，分布於西南太平洋Macauley島海域，體長可達19.1公分，為底棲性魚類，屬肉食性，生活習性不明。

## 擴展閱讀
維基物種上的相關：栗色裸臀鯙